# النساء المؤمنات في الإسلام
النساء المؤمنات في الإسلام: تفسيرات ذكورية للقرآن (بالإنجليزية: "Believing Women" in Islam) هو كتاب صدرَ في عام 2002 للكاتبة أسماء بارلاس نشرته مطبعة جامعة تكساس.
وفقًا لبارلاس فإن القرآن لا يدعم النظام الأبوي (نظام يمنح السلطة للرجل في العائلة والمجتمع ومناصب الدولة) ولم يُفسّر المسلمون في العصر الحديث النص القرآني بشكل صحيح. وتقول أنَّ القرآن يدعم تساوي الحقوق بين الزوج والزوجة ولا يفرق بينهم حسب الجنس. وتضيف بارلاس أن سبب التفسيرات غير الصحيحة للقرآن هي الحديث والشريعة والسنّة النبوية. وذلك لأن الرجال هم أغلب الذين كتبوا وطوروا الشريعة.

## عن الكاتبة
كانت بارلاس رئيسة قسم السياسة في كلية إيثاكا (Ithaca) في نيويورك اعتبارا من عام 2002، ومديرة بشكل مؤقت لمركز الكلية لدراسة الثقافة والسلاسة والعرق.
أسماء بارلاس مسلمة وتؤمن بأن القرآن كتاب مقدس ومرسل من الله.

## محتويات الكتاب
وَصفت كريستين زهرا ساندز (Kristin Sands) من قسم الدراسات الشرق أوسطية في جامعة نيويورك الكتاب بأنه تفسير قرآني دقيق بدلًا من كونه دراسة للتفسير الحالي.
تنتقد بارلاس الاستخدام التقليدي الحالي للحديث (أقوال منسوبة لمحمد غير موجودة في القرآن) والتفسير (تفسير العلماء للقرآن) والنصوص التي تبرر العادات والمعتقدات المعادية للنساء في الإسلام المعاصر. ذكرت في الجزء الأول أنه غالبًا ما تُستخدَم هذه النصوص جنبًا إلى جنب مع القرآن في الإسلام. وهي تدعو إلى الاعتماد على الاجتهاد (التفكير والوعي المستقل والمطلع) بشكل أكبر.
انتقدت الكاتبة بعض الترجمات الإنجليزية الخاطئة للقرآن، وقالت ان الكتاب يجب ان يكون قابلًا للقراءة الصحيحة بأي لغة.
المراجع الرئيسية المستخدمة في الأجزاء التي تتحدث عن تقاليد القرآن والتفسير هي مصادر ثانوية باللغة العربية مترجمة للإنجليزية.
وصفت ساندز كتاب (النساء المؤمنات في الإسلام) بأنه عمل ارتكزَ بناءُه بشكلٍ خاص على أعمال المفكر الإسلامي الباكستاني فضل الرحمن والكاتب فريد إسحق.

## استقبال الناس للكتاب
قالت ساندز بأن الكتاب هو: «مساهمة مثيرة للاهتمام في الفكر الإسلامي المعاصر وسيكون مفيدًا جدًا في تدريس مجموعة واسعة من المقررات الجامعية ومقررات الدراسات العليا».
ذكرت ساندز أنه بسبب اعتماد الكتاب على استخدام المصطلحات الإسلامية والنسوية سيكون أفضل استخدام له بشكل انتقائي ضمن المحاضرات التمهيدية.
وأضافت ساندز بأن الكتاب كان يجب أن: «ينخرط بصورة أكبر مع التقاليد العربية في التفسير»، وأنه لا يجب أن ينتقد الكتاب الترجمة الإنجليزية للقرآن إذا كانت تعكس اللغة العربية الأصلية بدقة.
وقد ذكرت جين سميث من مدرسة هارتفورد الثانوية أن الكتاب كان: «عملًا مبنيًا بشكل جيد ومدروسًا بعناية، وتم ذكر البراهين بوضوح وتسلسل وقراءة النثر ممتعة».
كتبت كارولين كرافت من جامعة لونغوود (Longwood University) أن الكتاب مهم بالنسبة للمكتبات العامّة الكبيرة والمكتبات الأكاديمية، وأنه يُكمل كتاب (القرآن والمرأة: إعادة قراءة النص المقدس من وجهة نظر المرأة) للكاتبة أمينة ودود.